# دوري آيسلندا الممتاز 1929
دوري آيسلندا الممتاز 1929 (بالآيسلندية: Efsta deild karla í knattspyrnu 1929) هو الموسم 18، و28 من  دوري آيسلندا الممتاز. الذي يشرف على تنظيمه اتحاد آيسلندا لكرة القدم، وكان عدد الأندية المشاركة فيه  6، وفاز فيه ناتدبيرنوفيلاغ ريكيافيكور.